# Halterofilismo nos Jogos Olímpicos de Verão da Juventude de 2010 - Até 85 kg masculino
A competição da categoria até 85 kg masculino do halterofilismo nos Jogos Olímpicos de Verão da Juventude de 2010 foi disputada no dia 18 de agosto, às 18:00 (UTC+8), no Toa Payoh Sports Hall, em Cingapura. Nove halterofilistas participaram deste evento, limitado a atletas com peso corporal inferior a 85 kg.
Cada competidor realizou os movimentos de arranque e arremesso, com o resultado final sendo a soma do maior peso levantado em cada movimento. O atleta tinha o direito de realizar três tentativas em cada movimento, sendo que as duas piores eram descartadas.

## Medalhistas
| Ouro   | BUL Georgi Shikov   |
| Prata  | RUS Aleksei Kossov  |
| Bronze | UKR Kostyantyn Reva |

## Resultados
| Pos.              | Atleta                 | Peso corporal (kg) | Arranque (kg) | Arranque (kg) | Arranque (kg) | Arranque (kg) | Arremesso (kg) | Arremesso (kg) | Arremesso (kg) | Arremesso (kg) | Total (kg) |
| Pos.              | Atleta                 | Peso corporal (kg) | 1             | 2             | 3             | Res.          | 1              | 2              | 3              | Res.           | Total (kg) |
| ----------------- | ---------------------- | ------------------ | ------------- | ------------- | ------------- | ------------- | -------------- | -------------- | -------------- | -------------- | ---------- |
| Medalha de ouro   | BUL Georgi Shikov      | 84,34              | 142           | 148           | 152           | 152           | 175            | 180            | 183            | 183            | 335        |
| Medalha de prata  | RUS Aleksei Kossov     | 81,32              | 150           | 150           | 154           | 154           | 175            | 180            | 180            | 180            | 334        |
| Medalha de bronze | UKR Kostyantyn Reva    | 84,68              | 140           | 140           | 145           | 145           | 170            | 175            | 191            | 175            | 320        |
| 4                 | BLR Aliaksandr Venskel | 83,88              | 130           | 137           | 141           | 137           | 160            | 170            | 176            | 170            | 307        |
| 5                 | COL José Miguel Velez  | 84,28              | 125           | 125           | 130           | 130           | 152            | 166            | 166            | 152            | 282        |
| 6                 | HON Christopher Pavón  | 84,53              | 120           | 125           | 126           | 120           | 151            | 155            | 161            | 155            | 275        |
| 7                 | ASA Saumaleto Fa'agu   | 83,37              | 90            | 95            | 100           | 95            | 110            | 115            | 120            | 115            | 210        |
| 8                 | PLW Mavrick Faustino   | 79,39              | 80            | 85            | 90            | 90            | 100            | 107            | 110            | 110            | 200        |
| 9                 | PAK Irfan Butt         | 84,30              | 81            | 86            | 91            | 91            | 95             | 105            | 108            | 108            | 199        |